# Nello Morsellino
Nello Morsellino (Ancona, 9 agosto 1935 – Alcamo, 9 febbraio 2007) è stato un giornalista, scrittore e fotografo italiano.

## Biografia
Nato da genitori siciliani nativi di Calatafimi, Morsellino ha sempre vissuto ad Alcamo, dove ha operato come scrittore, giornalista e corrispondente per "L'Ora di Palermo, la Gazzetta del Mezzogiorno di Bari e "Il Faro di Trapani"; dal 1958 è stato pure corrispondente televisivo per la Rai, oltre a fare l'opinionista per due emittenti locali televisive Retesei e Videosicilia, dove commentava fatti e personaggi.
Aveva anche la passione per la fotografia, ed è stato autore di tanti scatti con personaggi importanti e paesaggi,  partecipando con successo a parecchie mostre fotografiche; è stato anche fotoreporter, sempre a livello amatoriale, per  riviste e giornali, fra cui il Giornale di Sicilia di Palermo e TV Sorrisi e Canzoni di Milano.
Scrisse per i seguenti giornali e periodici:
- Il Popolo di Roma,
- “L’Ora” di Palermo,
- l’Olimpico di Roma,
- Il Giornale di Calabria
- La Gazzetta del Mezzogiorno di Bari
- Il Faro di Trapani.

Nel 1960 prese parte al film Viva l'Italia di Roberto Rossellini, dove era il comandante delle comparse calatafimesi: come è risaputo, i garibaldini, anche se inferiori di numero, vinsero perché l'esercito borbonico abbandonò il campo di battaglia.
Nello Morsellino è scomparso ad Alcamo, il 9 febbraio del 2007.

## Opere
- Garibaldi, fu vera gloria?, presentato nel 1991 al Maurizio Costanzo show[2]
- Giuseppe Garibaldi e i Mille guai
- Fra Diavolo e le stragi del dopoguerra: parla della fucilazione, avvenuta  nel 1943 presso la stazione ferroviaria di Alcamo Diramazione da parte dei Fascisti, di undici persone colpevoli solamente di aver preso dei generi alimentari (riso, zucchero, carne secca e scatolame vario),  che erano caduti dai vagoni squarciati dai bombardamenti degli aerei alleati, fatti allo scopo di  bloccare il rifornimento ai soldati italiani che ancora resistevano.[3]